# 松井英生
松井 英生（まつい ひでお）は、日本の経産官僚。経済産業省大臣官房審議官、中小企業庁次長、商務流通審議官等を経て、日本特許情報機構理事長、東京大学客員教授。

## 人物・経歴
1975年東京大学経済学部卒業、通商産業省入省。外務省在連合王国日本国大使館参事官を経て、1993年資源エネルギー庁長官官房原子力産業課長。1995年通商産業省通商政策局欧州アフリカ中東課長。1997年資源エネルギー庁石炭・新エネルギー部計画課長。1998年防衛庁装備局管理課長。1999年通商産業省生活産業局総務課長。2001年経済産業省貿易経済協力局貿易管理部長。
2002年経済産業省大臣官房審議官（商務情報政策局担当）。2003年中小企業庁次長。2004年経済産業省大臣官房審議官（情報通信政策局担当）。2006年経済産業省大臣官房商務流通審議官。2007年国際経済協力財団顧問。2007年国際協力銀行理事。2010年退官、石油連盟専務理事。のち、東京大学教養学部附属教養教育高度化機構環境エネルギー科学特別部門客員教授、日本特許情報機構理事長。